# Núcleo central (resistencia de materiales)
El núcleo central es un concepto de resistencia de materiales importante en el dimensionado de piezas alargadas sometidas a flexión mecánica y compresión. Su rigidez es flexible.

## Definición
Matemáticamente el núcleo central es una región geométrica contenida en el plano de una sección transversal de un prisma mecánico tal que si el punto de aplicación de la fuerza resultante sobre dicha sección está contenida en el núcleo central las tensiones tendrán el mismo signo en toda sección (es decir, toda la sección estará bien en tracción bien en compresión). Dicho de otra manera, si {\displaystyle P} es el punto de aplicación de la fuerza resultante, {\displaystyle r\,} es la traza de la fibra neutra con el plano que contiene una sección transversal {\displaystyle \Sigma \subset \mathbb {R} ^{2}} y {\displaystyle \Sigma _{NC}\subset \mathbb {R} ^{2}} designa al núcleo central se tiene:

{\displaystyle P\in \mathrm {int} \ \Sigma _{NC}\Leftrightarrow r\cap \Sigma =\varnothing }

Es decir, que si se aplica una fuerza puntual en algún punto interior del núcleo central, entonces la traza de la fibra neutra no se intersecará con la sección, además:
{\displaystyle r\,}, designa a la línea neutra sobre el plano de la sección: {\displaystyle (y,z)\in r\Leftrightarrow {\frac {N_{x}}{A}}+{\frac {M_{y}}{I_{y}}}z-{\frac {M_{z}}{I_{z}}}y=0}
{\displaystyle N_{x},M_{y},M_{z}\,}, son el esfuerzo axial y los momentos flectores sobre los ejes principales de la sección.
{\displaystyle A,I_{y},I_{z}\,}, son el área y los segundos momentos de área de la sección.

## Cálculo del núcleo central

### Ejemplos
- El núcleo central de una sección en forma de rectángulo de altura h y base b (h > b) es un rombo centrado en el rectángulo cuyos semiejes mayor y menor son respectivamente h/6 y b/6.
- El núcleo central de una sección que sea un círculo de radio R es un círculo de radio R/4 concéntrico con el anterior.

### Propiedades del núcleo central
1. El núcleo central de una sección cualquiera es siempre una figura plana convexa.
2. El núcleo central de una sección y de su correspondiente envolvente convexa son homotéticos.
3. El núcleo central de una sección convexa está íntegramente contenido en interior de dicha sección.
4. Si el perímetro de una sección tiene n vértices (puntos donde el contorno no es una función diferenciable) entonces el perímetro del núcleo central contendrá n lados rectos.
5. Si el perímetro de una sección tiene m lados rectos, entonces el perímetro del núcleo central tendrá m lados rectos.
6. Dos secciones de igual forma pero diferente tamaño (es decir, relacionadas por una homotecia) tienen núcleos centrales iguales de la misma forma pero de diferente tamaño.

### Fórmulas generales
Considerando una sección convexa delimitada por un perímetro que sea una curva cerrada simple que encierra y se considera un sistema de coordenadas polares con origen el centro de gravedad de la sección. Entonces se puede demostrar que cualquier punto del contorno de la figura puede escribirse como:

{\displaystyle (y,z)=({\hat {\rho }}(\theta )\cos \theta ,{\hat {\rho }}(\theta )\sin \theta )}

con el origen de coordenadas escogido de manera que:
{\displaystyle \int _{0}^{2\pi }\int _{\rho =0}^{\rho ={\hat {\rho }}}\rho ^{2}\cos(\theta )\mathrm {d} \rho \mathrm {d} \theta =0,\qquad \int _{0}^{2\pi }\int _{\rho =0}^{\rho ={\hat {\rho }}}\rho ^{2}\sin(\theta )\mathrm {d} \rho \mathrm {d} \theta =0}
Donde el eje OZ se toma alineado con uno de los ejes principales de la sección. En esas condiciones la frontera o contorno del núcleo central es una curva dada por:

{\displaystyle {\hat {\rho }}_{NC}(\theta )={\frac {\sqrt {i_{y}^{4}\cos ^{2}\theta +i_{z}^{4}\sin ^{2}\theta }}{{\hat {\rho }}(\theta +\pi )}}}

Donde:
{\displaystyle i_{y}^{2}={\frac {I_{y}}{A}},\quad i_{z}^{2}={\frac {I_{z}}{A}}}
{\displaystyle I_{y}=\int _{\Sigma }\rho ^{3}\cos ^{2}\theta \ \mathrm {d} \rho \mathrm {d} \theta ,\qquad I_{z}=\int _{\Sigma }\rho ^{3}\sin ^{2}\theta \ \mathrm {d} \rho \mathrm {d} \theta ,\qquad A=\int _{\Sigma }\rho \ \mathrm {d} \rho \mathrm {d} \theta }

## Aplicaciones
Área central de la sección horizontal de una columna por la que ha de pasar la resultante de las fuerzas de compresión para que esté sometida sólo a esfuerzos de compresión, ya que de aplicar la carga fuera de esa zona se producirían esfuerzos de tracción.
En la construcción de edificios de piedra el concepto de núcleo central es particularmente importante, ya que si se concibe un corte virtual de la estructura, y se consideran la fuerza de acción y reacción que hace una parte de la estructura sobre el resto de la estructura a través de dicho corte virtual se tiene que, si la fuerza resultante a sobre dicho corte virtual, es una fuerza de compresión, está contenida en el núcleo central de la sección obtenida buscando la intersección de la estructura con dicho corte virtual, toda la sección estará comprimida y por tanto no existirán tracciones a lo largo de dicho corte. Esta condición es importante ya que usualmente en construcciones de piedra el mortero entre los bloques de piedra tiene una resistencia en tracción mucho más reducida que su resistencia en compresión.